# Azlania
Azlania là một chi bọ cánh cứng trong họ Chrysomelidae.
Chi này được Mohamedsaid miêu tả khoa học năm 1996.

## Các loài
Các loài trong chi này gồm:
- Azlania apicalis Mohamedsaid, 1996
- Azlania borneensis Mohamedsaid, 1996
- Azlania shehah Mohamedsaid, 1999